# Ned Beatty
Ned Thomas Beatty (Louisville, 6 juli 1937 – Los Angeles, 13 juni 2021) was een Amerikaans televisie- en filmacteur. 

## Loopbaan
Beatty debuteerde in 1972 in de cultfilm Deliverance, naast onder meer Jon Voight en Burt Reynolds. Sindsdien verscheen hij meer dan zeventig keer op het witte doek plus in meer dan veertig televisiefilms. Daarnaast vond Beatty tijd om in verschillende televisieseries een rol te spelen en eenmalige gastrollen in verscheidene andere series, zoals Hawaii Five-O, M*A*S*H, Kojak, B.L. Stryker en CSI: Crime Scene Investigation.
Hij werd in 1977 genomineerd voor een Academy Award voor zijn rol in Network, in 1979 en 1990 voor Emmy Awards voor de televisiefilms Friendly Fire en Last Train Home en in 1992 voor een Golden Globe voor Hear My Song.

## Privéleven
Zijn eerste echtgenote was Walta Abbott. Met haar was hij getrouwd van 1959 tot 1968 en kreeg hij vier kinderen. Beatty hertrouwde in 1971 met Belinda Beatty. Twee kinderen en acht jaar later strandde ook dit huwelijk. Zijn derde echtverbinding met Dorothy Tinker Lindsey duurde van 1979 tot en met 1998. Hieruit kwamen Beatty's zevende en achtste kind voort. Beatty trouwde in 1999 met Sandra Johnson, die daarmee zijn vierde en laatste bruid werd.
Ned Beatty overleed in 2021 op 83-jarige leeftijd in zijn woning in Los Angeles. Hij werd begraven in Resthaven Memorial Cemetery in zijn geboorteplaats.

## Filmografie
*Exclusief televisiefilms
| - Baggage Claim (2013) - Teddy Bears (2013) - Rampart (2011) - Rango (2011, stem) - Toy Story 3 (2010, stem) - The Killer Inside Me (2010) - In the Electric Mist (2009) - Charlie Wilson's War (2007) - Shooter (2007) - The Walker (2007) - Sweet Land (2005) - Where the Red Fern Grows (2003) - Thunderpants (2002) - This Beautiful Life (2002) - Spring Forward (1999) - Life (1999) - Cookie's Fortune (1999) - He Got Game (1998) - The Curse of Inferno (1997) - Just Cause (1995) - Radioland Murders (1994) - Replikator (1994) - Outlaws: The Legend of O.B. Taggart (1994) - Rudy (1993) - Ed and His Dead Mother (1993) - Prelude to a Kiss (1992) - Blind Vision (1992) - Hear My Song (1991) - Captain America (1990) - Repossessed (1990) - A Cry in the Wild (1990) - Going Under (1990) - Big Bad John (1990) - Angel Square (1990) - Fat Monroe (1990) - Ministry of Vengeance (1989) - Chattahoochee (1989) - Tennessee Nights (1989) - Physical Evidence (1989) - Time Trackers (1989) | - Purple People Eater (1988) - Shadows in the Storm (1988) - After the Rain (1988) - Midnight Crossing (1988) - The Unholy (1988) - Switching Channels (1988) - The Trouble with Spies (1987) - Rolling Vengeance (1987) - The Fourth Protocol (1987) - The Big Easy (1987) - Back to School (1986) - Drug Free Kids: A Parents' Guide (1986) - Restless Natives (1985) - Touched (1983) - Stroker Ace (1983) - The Toy (1982) - The Incredible Shrinking Woman (1981) - Superman II (1980) - Hopscotch (1980) - The American Success Company (1980) - 1941 (1979) - Promises in the Dark (1979) - Wise Blood (1979) - Superman (1978) - The Great Bank Hoax (1978) - Gray Lady Down (1978) - Alambrista! (1977) - Exorcist II: The Heretic (1977) - Mikey and Nicky (1976) - Silver Streak (1976) - Network (1976) - The Big Bus (1976) - All the President's Men (1976) - Nashville (1975) - W.W. and the Dixie Dancekings (1975) - White Lightning (1973) - The Last American Hero (1973) - The Thief Who Came to Dinner (1973) - The Life and Times of Judge Roy Bean (1972) - Deliverance (1972) |

## Televisieseries
*Vanaf vijf afleveringen
- Homicide: Life on the Street - Det. Stanley Bolander (1993-1995, 33 afleveringen)
- Roseanne - Ed Conner (1989-1994, zes afleveringen)
- Szysznyk - Nick Szysznyk (1977-1978, tien afleveringen)